# Klasztor Amorbach
Klasztor Amorbach – były barokowy klasztor benedyktynów, znajdujący się w Amorbach w górach Odenwald. 

## Źródła
- Hans-Peter Siebenhaar: Mainfranken. Michael Müller Verlag GmbH, Erlangen 2006, ISBN 3-89953-302-X, S. 236–237